# スカラー (物理学)
物理学ではスカラー（英: scalar）とは、大きさのみを持つ量の事をいう。大きさと向きを持つベクトルに対比する概念である。ハミルトンは、「1つのスケール上に含まれるマイナス無限大からプラス無限大までの、すべての数値」と表現した。
例えば物体が空間内を運動するときの速度が大きさと方向を含むベクトルであるのに対し、その絶対値（大きさ）である速さは方向を持たないスカラーである。他にも質量、長さ、エネルギー、電荷、温度などはスカラー量である。一方でベクトル量の代表的なものは力、電界、運動量などである。
より狭義にはスカラーは座標系に依存しないことが要求される。